# Monika Wanat
Monika Wanat (Varsovia, 1991) es una científica, artista y fotógrafa polaca, doctora en ciencias exactas y naturales en la disciplina de ciencias químicas.

## Actividad científica
Su carrera científica está dedicada al uso de métodos de cristalografía cuántica en el estudio de compuestos farmacéuticos. Es coautora de 10 artículos científicos en revistas como JACS, IUCrJ, Molecules, Crystal Growth&Design, International Journal of Molecular Sciences, incluidos 7 como primer autor. Gestionó dos becas del Centro Nacional de Ciencias en Polonia. Todos sus logros científicos recibieron la beca del Ministro de Ciencia y Educación Superior en Polonia para jóvenes científicos destacados.

## Actividad artística
El medio utilizado por Monika Wanat en sus proyectos artísticos es la fotografía. Sus trabajos han sido reconocidos en concursos internacionales: Muse Photography Awards (ganador de platino en las categorías de Bellas Artes/Fotoperiodismo y Bellas Artes/Vida silvestre) New York Photography Awards (ganador de plata en la categoría Gente/Cultura) y Tokyo International Foto Awards (Mención de Honor en la categoría Bellas Artes / Retrato). Trabaja en las series "Psyche" y "Not for us". En sus obras quiere resaltar la capa psicológica de las interacciones internas y externas de las personas fotografiadas, tanto personas como animales, que no diferencia. Hasta el momento ha trabajado en Europa, Asia, África y Sudamérica. Sus obras fueron presentadas en la exposición posterior al concurso en el Museo Etnográfico de Toruń, en Artshow - Festival de Bellas Artes de Varsovia y en la virtual exposición "Poetics of Darkness" comisariada por Tina Campt and Keisha Scarville en Der Greif.